# Liberdade de viver sem medo

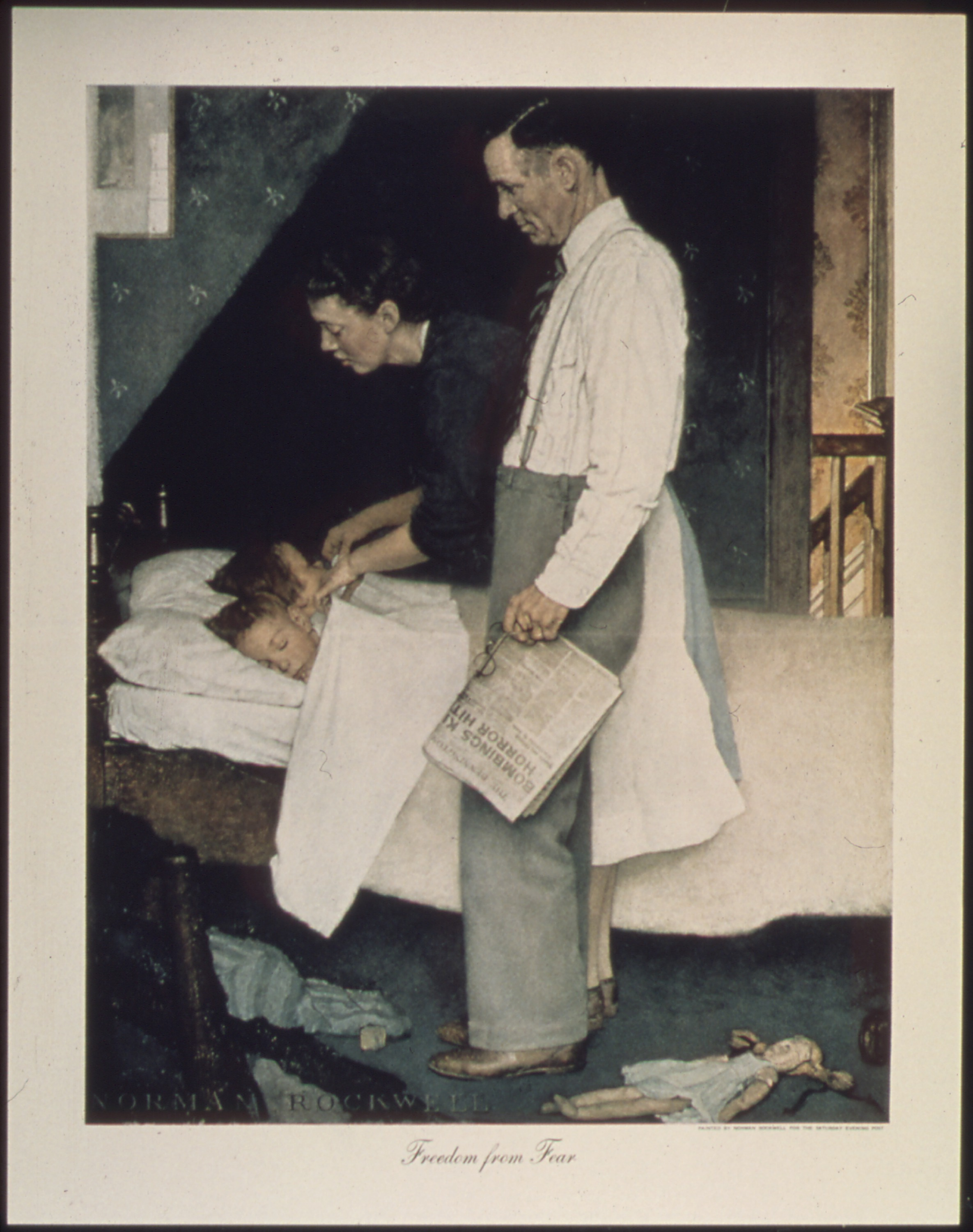
Freedom from fear, obra de Norman Rockwell, ca. 1943

A liberdade de viver sem medo é um direito humano estabelecido na Declaração Universal dos Direitos Humanos. Em 6 de janeiro de 1941, o presidente dos Estados Unidos Franklin D. Roosevelt incluiu-o como uma das "Quatro Liberdades" no seu discurso sobre o Estado da União, que veio a ficar conhecido como "Discurso das Quatro Liberdades".
No seu discurso, Roosevelt formulou a liberdade de viver sem medo do seguinte modo: "A quarta [liberdade] é a liberdade de viver sem medo, que, traduzida em palavras simples, significa a redução mundial de armamento ao ponto em que nenhuma nação esteja numa posição em que possa cometer um ato de agressão física contra qualquer vizinho, em qualquer local do mundo."
As "Quatro Liberdades" de Roosevelt formam um importante pilar da  Declaração Universal dos Direitos Humanos, adotada em 10 de dezembro de 1948 pela Assembleia Geral das Nações Unidas. A liberdade de viver sem medo é referida no preâmbulo da declaração.
Em 1943 o pintor norte-americano Norman Rockwell criou a obra Freedom from Fear, na sua série de quatro obras designada Four Freedoms.
Este direito humano é considerado importantíssimo pela ativista birmanesa Aung San Suu Kyi, que publicou uma obra sobre ele em 1991 como título Freedom from Fear. Em 1999 o historiador David M. Kennedy publicou um livro co o título Freedom From Fear: The American People in Depression and War, 1929–1945.